# Cosworth
La Cosworth è un'azienda britannica specializzata nello sviluppo e produzione di motori automobilistici ad alte prestazioni, in particolare per la competizione. Cosworth ha infatti prodotto per Ford il motore Ford-Cosworth DFV (il motore più longevo nella storia della Formula 1) che ha dominato la Formula 1 tra il 1967 e l'inizio degli anni ottanta (155 vittorie), ed è stata poi presente nella serie sino al 2006, per ricomparire dal 2010 fino al 2013.

## Storia aziendale
Originariamente fondata nel 1958 da Mike Costin e Keith Duckworth (da cui il nome), ha attraversato diverse riorganizzazioni e cambiamenti di proprietà, in aggiunta al rapporto preferenziale con la Ford che ha commercializzato gran parte dei suoi progetti, spesso con il proprio marchio. La United Engineering Industries (UEI) acquistò l'azienda nel 1980 per poi cederla alla Carlton Communications nel 1988; una successiva acquisizione da parte della Vickers nel 1990 la portò poi nel 1998 nel gruppo Volkswagen.
Volkswagen non era interessata alla divisione sportiva (Cosworth Racing Limited) che fu quindi ceduta alla Ford per la quale la divisione principalmente lavorava. La Cosworth Technology Limited invece, che si occupa di sviluppo powertrain su commissione e il cui metodo brevettato di fusione in alluminio è utilizzato da diverse case tra cui Audi e Aston Martin, sarebbe poi stata ceduta da Volkswagen al gruppo Mahle nel dicembre 2004 cambiando il proprio nome in Mahle Powertrain.
Nel settembre 2004 Ford annunciò che la Cosworth Racing era in vendita, insieme alla squadra di F1 Jaguar Racing e al Pi Group. Il 15 novembre 2004 è stato finalizzato l'acquisto da parte di Gerald Forsythe e Kevin Kalkhoven, proprietari della serie Champ Car per la quale Cosworth era fornitrice dei motori attraverso la controllata Cosworth Inc. con sede a Torrance in California. In questa occasione Cosworth Racing ha ripreso il nome originale di Cosworth.

## Motori sportivi

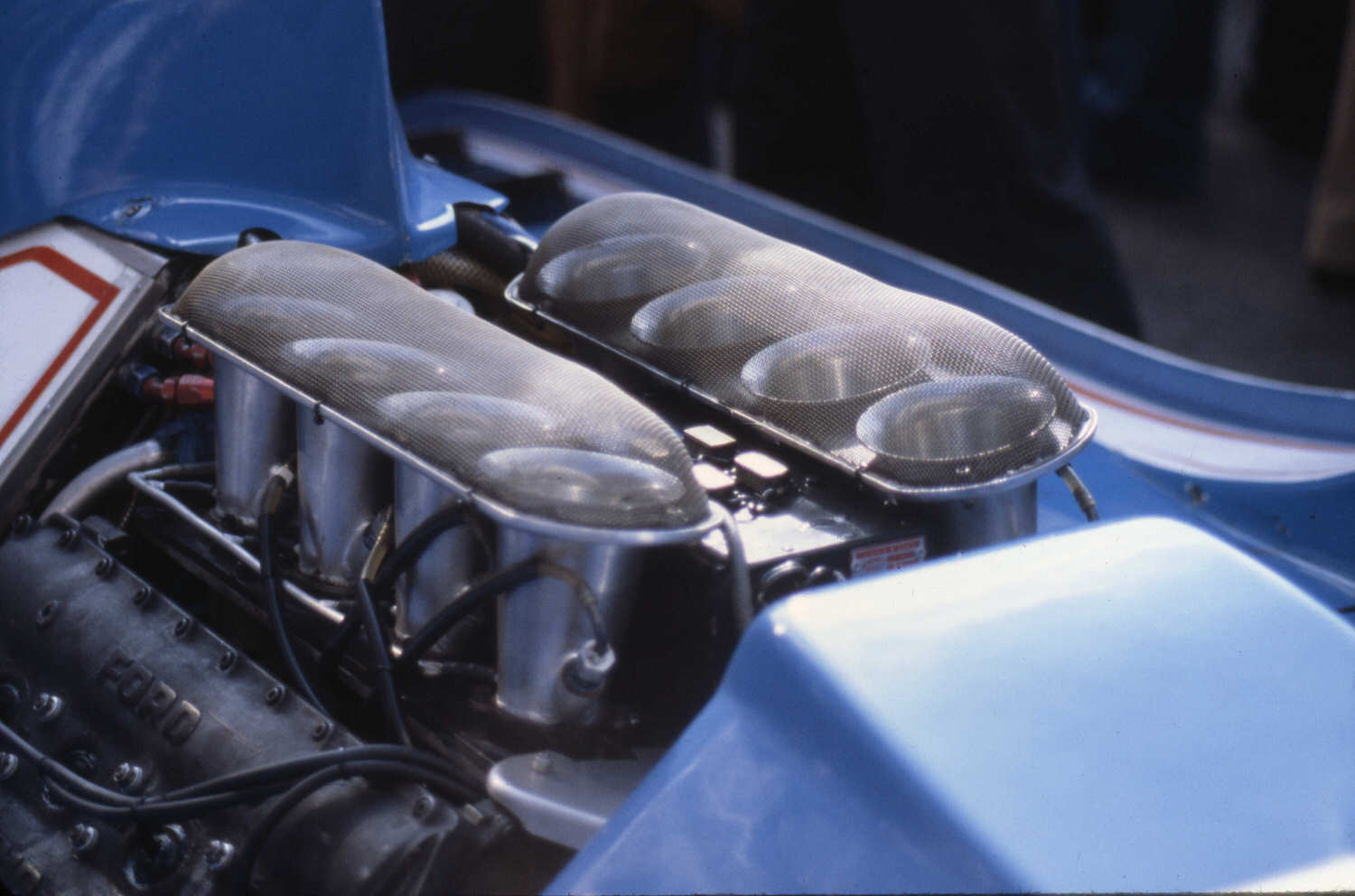
Un Ford-Cosworth DFV montato su una Ligier JS11 nel 1979

La Cosworth cominciò la produzione di motori da competizione nel 1959 modificando un motore Ford Kent per la Formula Junior. La collaborazione di Cosworth con la Lotus iniziò da questo motore, che fu portato a 1340 cm³ sulla Lotus 7, per proseguire con motori da 1500 cc e 1600 cc per l'uso in Formula B e su vetture sport oltre che per il modello Lotus Cortina. L'evoluzione finale del Cosworth-Kent nel 1965 fu il MAE in seguito all'introduzione di nuove regole per la Formula 3 che permettevano motori da 1000 cc: il risultato fu il dominio completo della serie fino a che le regole non cambiarono, tanto che la Cosworth non riusciva a soddisfare la domanda e i motori MAE venivano venduti in scatola di montaggio. Il MAE partecipò anche al Gran Premio di Gran Bretagna nel 1964 su una Cooper.
L'anno prima era stato sviluppato lo SCA, un motore da 1000 cc basato un monoblocco Ford Cortina 116E che aveva corso in Formula 2, e che vedeva la prima testata progettata internamente dalla Cosworth. Il motore Cortina fu anche la base per il FVA, un motore per le regole 1600 cc della F2 introdotte a partire dal 1966: anche questo motore dominò la sua categoria sino al 1971, e fu usato con la denominazione FVC nella versione 1800 cc per le gare sport. Anche per il FVA ci fu una breve apparizione in F1 nel 1967 e 1968 montato sulle Matra.

### Ford-Cosworth DFV

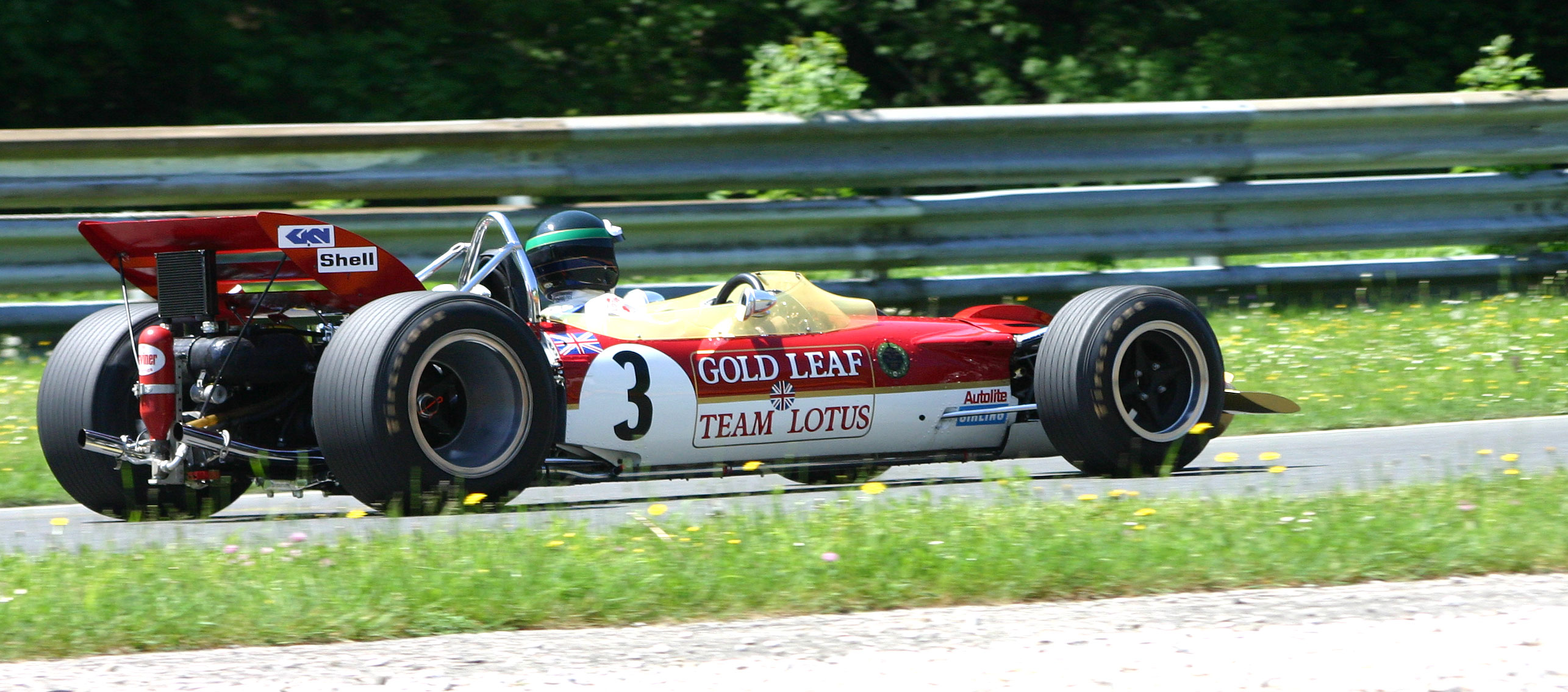
Lotus-Cosworth 49

Su incarico della Ford e del proprietario della Lotus Colin Chapman, nel 1966 Costin e Duckworth unirono due motori a quattro cilindri FVA in un unico motore V8, creando il DFV (Double Four Valves, ovvero "doppio quattro valvole", dove "doppio" è riferito alla fatto che fossero due testate derivate dal FVA) e "quattro valvole" evidentemente al numero di valvole per cilindro) che sarebbe diventato leggendario in Formula 1. Queste le caratteristiche di base del primo Cosworth DFV: 8 cilindri a V di 90°, 2993 cm³, valvole in testa inclinate di 32° e potenza iniziale di oltre 400 CV a 9000 giri/minuto. Si trattava di un motore semplice, robusto e molto potente; infatti, vinse già alla sua prima gara, il Gran Premio d'Olanda 1967, montato sulla Lotus 49 di Jim Clark. A partire dal 1968 fu a disposizione di ogni costruttore che desiderava acquistarlo. Questo diede vita alla F1 degli anni settanta in cui la gran parte delle squadre costruiva la propria vettura intorno a un Ford-Cosworth DFV e a un cambio Hewland (Enzo Ferrari li definì per questo "assemblatori") avendo poi mano libera su telaio e meccanica. Il risultato finale fu di 155 vittorie in Gran Premi fino al 1983, oltre alle edizioni del 1975 e del 1980 della 24 Ore di Le Mans.
Negli anni, il DFV ha generato una serie di derivazioni che anche nel nome portano il segno del motore originale: nel 1968 fu creato il DFW per le Tasman Series da 2500 cm³, mentre nel 1975 con l'aggiunta di due turbocompressori a una versione 2650 cc nacque il DFX utilizzato dalla Indycar che sarebbe diventato il motore standard fino alla fine degli anni ottanta spodestando l'Offenhauser; nel 1981 nacque il DFL per vetture sport con cilindrata di 3300 cc e 3900 cc, e il DFV stesso venne evoluto, riducendo la corsa ed altre migliorie, in DFY nel 1982 per cercare di battere, senza successo, i nuovi motori di F1 sovralimentati: la cilindrata passò da 2993 cm³ a 2990 cm³, il regime di rotazione superò gli 11000 giri/minuto e la potenza raggiunse i 530 cavalli. Il DFY vinse una sola volta, a Detroit con Michele Alboreto su Tyrrell nel 1983.
Mentre la Formula 1 si trasformava in una serie per soli motori sovralimentati nel 1986, la nascita della Formula 3000 diede nuova linfa al DFV che, secondo il regolamento della categoria, correva con un limitatore di giri che impediva di superare i 9000 giri/minuto, riducendo la potenza a circa 450 cavalli contro gli oltre 500 originali. Questo formato della F3000 durò fino al 1992, mentre il DFV trova la sua ragion d'essere nelle gare di Classic Formula 1.
Con l'abbandono da parte della F1 dei motori sovralimentati e il ritorno agli aspirati, questa volta di 3500 cc, Cosworth creò un nuovo modello sulla base del DFV, prima in una versione intermedia nota come DFZ (1987) e poi nell'evoluzione finale del DFR (1989), con basamento modificato ed ingombri in altezza ridotti che continuò a essere utilizzato da squadre minori sino al 1992.

### Formula 1 nuova generazione
Esaurite le possibilità del DFV, la Cosworth produsse un nuovo progetto per la F1 ancora marchiato Ford; il motore HB (caratterizzato dalla V a 75 gradi, da una potenza stimata tra i 615 ed i 630 cavalli e da regime di rotazione prossimo agli 11500 giri/minuto) debuttò sulla Benetton durante la stagione 1989 vincendo a fine anno il Gran Premio del Giappone. Per tutta la durata delle stagioni 1989 e 1990, la Benetton fu l'unica a poter disporre di questo motore, prima dell'introduzione di una versione "clienti" utilizzata negli anni successivi da Jordan, Lotus e anche McLaren che avrebbe vinto 5 Gran Premi nel 1993 con Ayrton Senna. La massima evoluzione del Ford HB (1993) arrivò a superare i 700 cavalli all'incredibile (per un 8 cilindri) regime di circa 14000 giri/minuto.
Nel 1994 debutta lo Zetec-R (nome derivato da una serie di motori Ford, non direttamente però collegati tecnologicamente) sulla monoposto Benetton B194 che contribuisce alla vittoria del primo mondiale piloti di Michael Schumacher e al secondo posto nel Campionato Costruttori per la Benetton; ciò nonostante la Benetton decide di passare l'anno successivo a propulsori Renault e così lo Zetec non sarà più montato su squadre di primo piano ma solo negli anni successivi su Tyrrell o Minardi che li rimarchierà Fondmetal, dal nome dello sponsor.
Nel 1999 un nuovo progetto di un V10 da 3000 cc anch'esso sponsorizzato da Ford, la nuova serie CR montata sulla Stewart Grand Prix che ottenne un'insperata vittoria al Gran Premio d'Europa 1999 con Johnny Herbert, prima di trasformarsi in Jaguar Racing sotto il diretto controllo di Ford, che nel frattempo aveva formalmente acquistato la Cosworth: per la prima volta la casa inglese si trovava a lavorare come un vero e proprio costruttore con una propria squadra ufficiale, ma questa situazione non sarebbe durata né avrebbe portato successi perché la Ford sarebbe presto tornata sui suoi passi vendendo sia la casa di motori che il team.

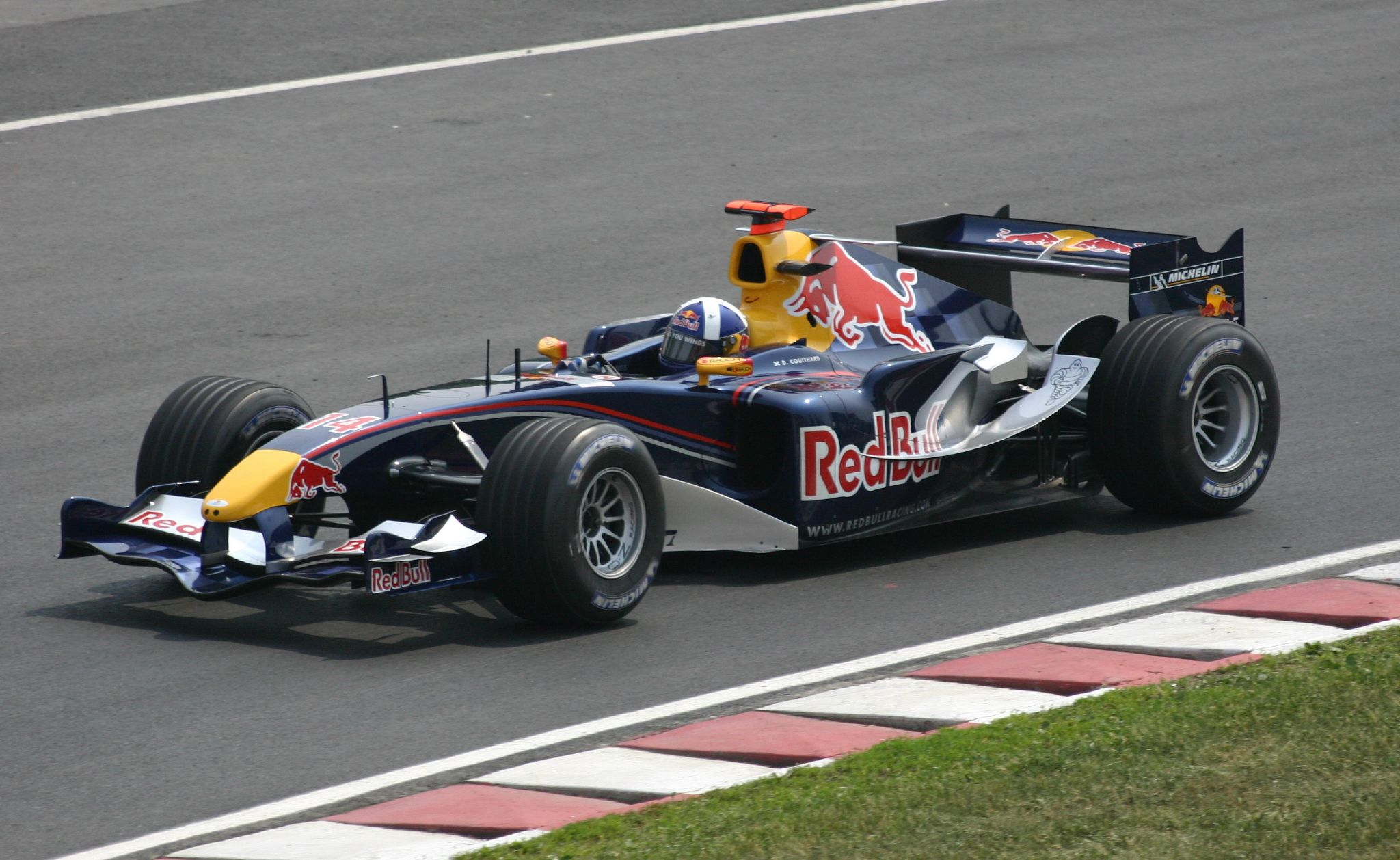
Red Bull a motore Cosworth TJ2005

Un'altra vittoria, altrettanto casuale, venne al Gran Premio del Brasile 2003 con Giancarlo Fisichella al volante di una Jordan dal motore marchiato Ford. L'epoca del V10 finisce per Cosworth nella stagione 2005 con il modello TJ2005 fornito alla Red Bull Racing, erede della Jaguar, e alla Minardi.
A partire dalla stagione 2006, la Cosworth non fornisce invece più la Red Bull ma la Williams con il CA2006, un motore V8 di nuova concezione di 2400 cc come richiesto dai regolamenti, e la Scuderia Toro Rosso (ex Minardi) con il TJ2005 di 3000 cc limitato in potenza, come da opzione.
Cosworth aveva anche sviluppato un V10 a 72° per la squadra Sauber che non fu però utilizzato, e alcune voci parlarono di un interesse della Volvo per una versione di questo motore da usare in auto di produzione dalle elevate prestazioni.

### Fornitore del motore unico
Nel dicembre 2008 la Cosworth si era aggiudicata il bando lanciato dalla FIA per la fornitura del motore unico in Formula 1 dalla stagione 2010. In realtà la federazione lasciò ai costruttori la possibilità di costruire in proprio il propulsore seguendo determinate specifiche tecniche. Il motore Cosworth, ceduto a costi ridotti a chi non intendeva costruirsi da sé il motore, avrebbe dovuto favorire il ribasso dei costi di gestione. L'idea della federazione era, in qualche modo, quella di ripercorrere l'era del DFV quando anche piccoli costruttori potevano garantirsi un propulsore competitivo senza grandi investimenti finanziari.
Il 12 giugno 2009 viene emanata la lista dalla FIA comprendente le scuderie ammesse al campionato 2010. Le tre nuove ammesse, Manor Grand Prix, Campos Grand Prix e Team US F1 indicarono quale loro propulsore il Cosworth.
Successivamente anche la Williams annunciò l'accordo per montare motori Cosworth dal 2010, così come la rientrante Lotus. Il propulsore venne chiamato CA2010. Nel corso della stagione i motori Cosworth ottennero 69 punti, tutti conquistati dalla Williams.
Il 12 settembre 2010 venne annunciata la fine della fornitura alla Lotus. Nel 2011 furono perciò solo tre le scuderie che si affidarono al motore Cosworth (Williams, HRT e Virgin). I punti ottenuto furono 5, ancora tutti da parte della Williams. L'anno seguente la Williams passò ai motori Renault, cosicché solo HRT e Marussia (nuova denominazione della Virgin) mantennero la fornitura: in stagione non marcarono punti iridati.

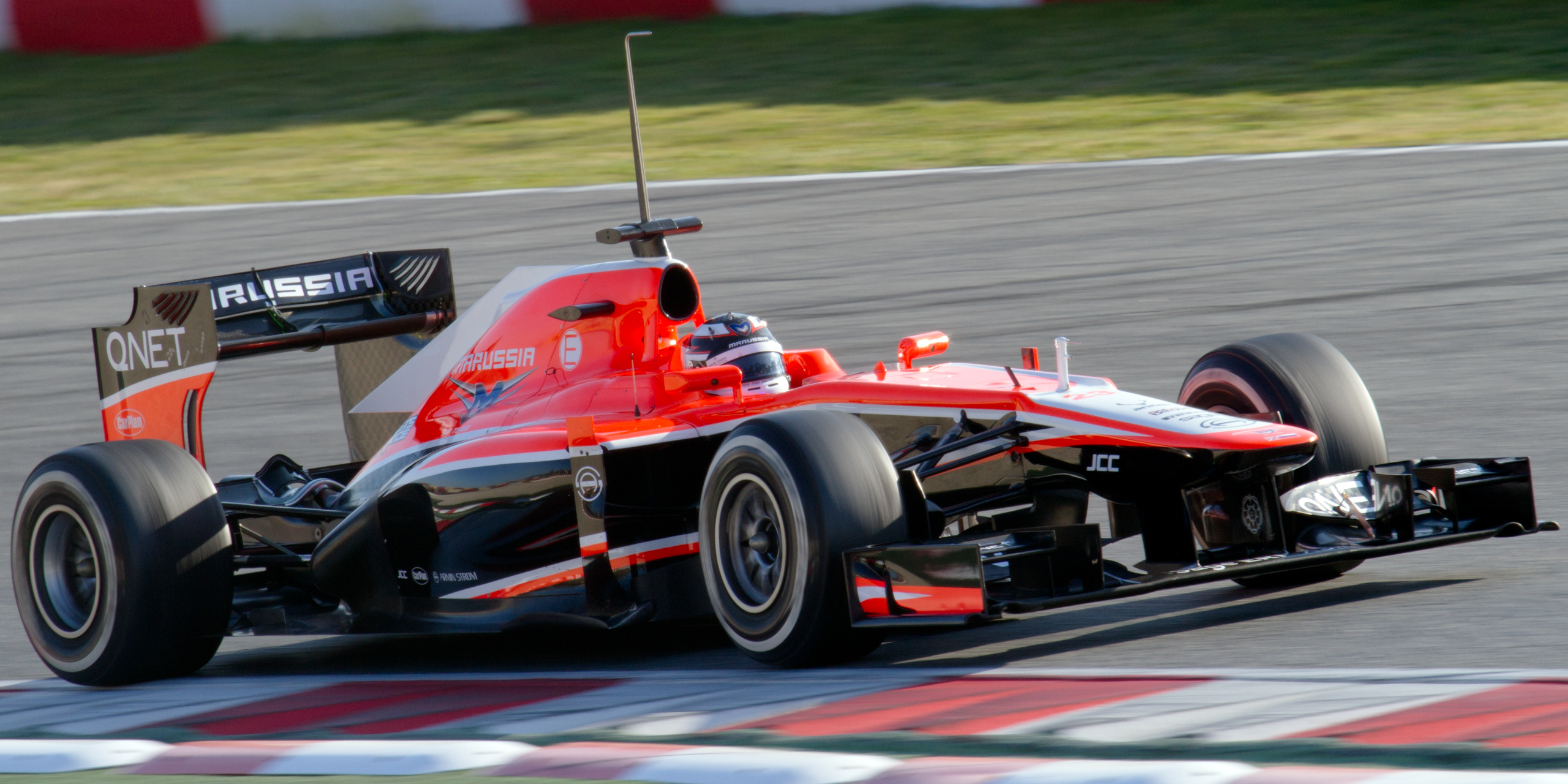
La Marussia MR02, l'ultima monoposto di F1 motorizzata Cosworth

Nel 2013, dopo il ritiro della HRT, l'unica scuderia a utilizzare i propulsori della Cosworth fu la Marussia. Al termine della stagione, la Cosworth decise di abbandonare la Formula 1 e di non costruire i motori secondo il nuovo regolamento, in vigore dalla stagione 2014, caratterizzato da propulsori turbo ibridi. Questa decisione ha costretto la Marussia, unica squadra utilizzatrice dei motori Cosworth nel 2013, a trovare un nuovo fornitore di motori; l'accordo è stato chiuso con la Ferrari.

### USAC/Champ Car

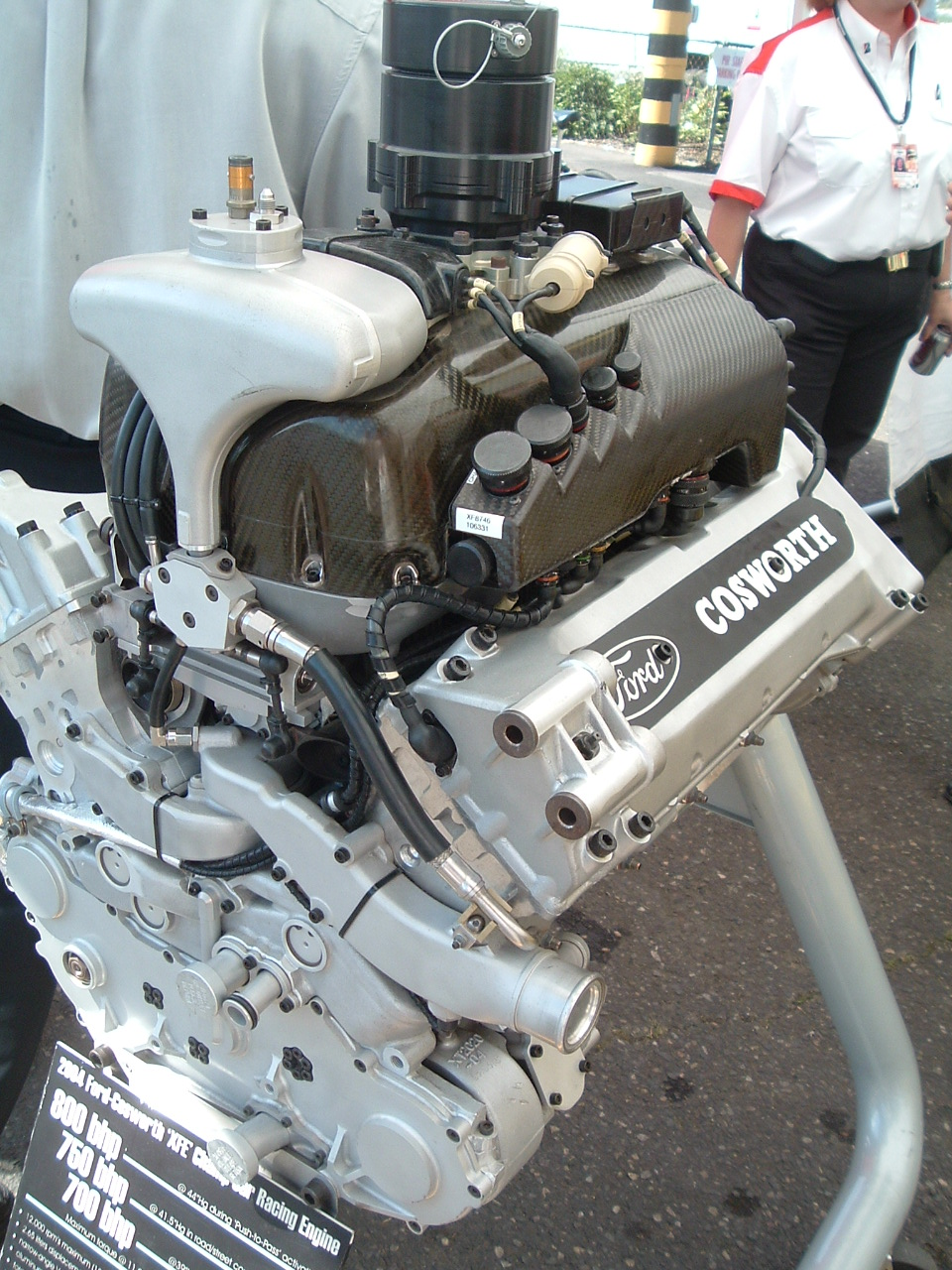
Motore Cosworth per la Champ Car modello 2004

Uno dei progetti di più lunga durata e maggior successo per la Cosworth è stata la fornitura di motori per le serie americane USAC American Championship Car Racing e CART, ora Champ Car. A partire dagli anni settanta sulla base del V8 DFV di Formula 1 è stato sviluppato il DFX adattato alla formula americana da 2650 cm³ con turbocompressore. Il motore, sviluppato dapprima dalla scuderia di Parnelli Jones per la stagione 1976 e in seguito con il coinvolgimento diretto della Cosworth, fu un immediato successo e così come per il DFV divenne lo standard di riferimento fino a quando non finì soppiantato da nuove tecnologie; nel frattempo era apparsa una versione ammodernata, il DFS, trasferendo parte delle esperienze sviluppate sul DFR di F1.
Successivamente Cosworth ha progettato una nuova serie X cominciando con il XB nel 1992 per proseguire con il XF, realizzato nel 2000 e scelto nel 2003 come motore unico per il campionato Champ Car.
Cosworth ha anche ricevuto l'incarico di progettare un quattro cilindri da 2300 cc per la Formula Atlantic.

### Rally
Sempre come partner di Ford, la Cosworth ha preparato motori per i rally: negli anni ottanta la Ford RS200 Gruppo B montava un Cosworth BDT-E, e successivamente motori sovralimentati da 2000 cm³ sono stati usati fino ad oggi sulle Ford Sierra Cosworth, Ford Escort RS Cosworth e Ford Focus WRC che hanno partecipato al Campionato Mondiale Rally.

### Sport-Prototipi
I motori DFV e le evoluzioni DFL (in versione a corsa lunga) da 3.300 cm³ e 3.900 cm³ furono montati anche su diversi sport prototipi e per lungo tempo impiegati nelle gare endurance. Di spicco le vittorie alla 24 Ore di Le Mans nell'edizione 1975 su telaio Gulf-Mirage e nel 1980 con la Rondeau e il dominio delle vetture della Spice Engineering nella categoria C2 alla fine degli anni ottanta.
Ma il successo più importante resta la vittoria nel Campionato mondiale sportprototipi 1991 con le Jaguar XJR-14 che vincono sia il titolo costruttori sia il titolo piloti con Teo Fabi in coppia con lo scozzese Derek Warwick. Il motore era lo stesso HB montato sulla Benetton di F1.
Cosworth ha sviluppato motori usati in varie vetture del gruppo General Motors, tra cui la Chevrolet Vega, la Opel Ascona 400 e la Opel Calibra V6. L'azienda ha anche collaborato con Mercedes-Benz (190 16V), Rolls-Royce, ARO, Audi e con l'Alfa Romeo nei primi anni novanta realizzando le testate del motore V6 della 155 V6 TI DTM.

## Vettura di Formula 1
Cosworth ha provato a realizzare una intera vettura di Formula 1 per il Campionato mondiale del 1969, su progetto di Robin Herd, caratterizzata da una trasmissione a 4 ruote motrici realizzata in proprio (oltre naturalmente al motore DFV, in una versione di magnesio). Avrebbe dovuto gareggiare al Gran Premio di Gran Bretagna ma il progetto fu cancellato senza ulteriori annunci e Herd lasciò l'azienda per fondare la March.

## Vetture stradali
Oltre a fornire propulsori per auto da competizione, la Cosworth ha anche progettato motori per vetture stradali come la Ford Sierra Cosworth, la Ford Escort Cosworth, Audi RS4.